# 19 de diciembre de 1971
19 de diciembre de 1971 es un cuento de ficción escrito por el escritor y humorista argentino Roberto Fontanarrosa, en el cual habla sobre el día en que Rosario Central venció a Newell's Old Boys en la semifinal del Torneo Nacional de 1971. El mismo, fue publicado en 1982, en el libro Nada del otro Mundo.
Si bien la historia es de ficción, este partido de fútbol entre los eternos rivales rosarinos fue real, y se disputó el 19 de diciembre de 1971 (título del cuento) en Estadio Monumental del Club Atlético River Plate, con resultado final favorable de 1 a 0 para Central con la recordada Palomita de Poy, tal como lo describe el relato.

## Argumento
El cuento —humorístico/dramático— comienza relatando el tenso estado de la ciudad de Rosario días previos al enfrentamiento entre Rosario Central y Newell's Old Boys por la semifinal del Torneo Nacional de 1971 y la preocupación de un grupo de amigos hinchas de Central por utilizar todo tipo de cábala posible para ganar el partido decisivo. En un momento recuerdan la historia del padre de un amigo que ya no vivía más en Rosario: el Viejo Casale, un veterano hincha de Rosario Central. El Viejo Casale tenía la rara característica que jamás en su vida había visto perder in situ a Central en un clásico rosarino ante Newell's Old Boys: siempre que Casale presenciaba el juego en el estadio el equipo de Newell's no lograba el triunfo.
Ante la importancia del partido, los protagonistas deciden invitar a Casale a Buenos Aires (donde se llevaría a cabo el partido) para que concurra al estadio junto a ellos, como una especie de cábala indispensable para propiciar la victoria de Central. Sin embargo Casale se niega rotundamente a asistir, y alega enfermedades cardíacas que le impedían concurrir a la cancha desde hacía más de dos años. Ante esta negativa, este grupo de centralistas decide planear un secuestro como único medio de llevar -por fuerza o engañado- a Casale a Buenos Aires.
El relato describe dicho secuestro y el posterior viaje a Buenos Aires del Viejo en un bus con los hinchas de Rosario Central, y las escenas más significativas del partido, con Casale alentando emocionado a su equipo, y el gol de palomita de Poy como remate y clímax de la trama. El cuento finaliza con la muerte de Casale de un paro cardíaco —producto de la gran emoción— luego del pitazo final del árbitro y la victoria 1:0 ante el rival de siempre, que le dio el pase a la final del Campeonato Nacional al equipo auriazul:

¡La cara de felicidad de ese viejo, hermano, la locura de alegría en la cara de ese viejo! ¡Que alguien me diga si lo vio llorar abrazado a todos como lo vi llorar yo a ese viejo, que te puedo asegurar que ese día fue para ese viejo el día más feliz de su vida, pero lejos lejos el día más feliz de su vida, porque te juro que la alegría que tenía ese viejo era algo impresionante! Y cuando lo vi caerse al suelo como fulminado por un rayo, porque quedó seco el pobre viejo, un poco que todos pensamos: "¡Qué importa!" ¡Qué más quería que morir así ese hombre! ¡Esa es la manera de morir para un canalla! ¿Iba a seguir viviendo? ¿Para qué? ¿Para vivir dos o tres años rasposos más, así como estaba viviendo, adentro de un ropero, basureado por la esposa y toda la familia? ¡Más vale morirse así, hermano! Se murió saltando, feliz, abrazado a los muchachos, al aire libre, con la alegría de haberle roto el orto a la lepra por el resto de los siglos! ¡Así se tenía que morir, que hasta lo envidio, hermano, te juro, lo envidio! ¡Porque si uno pudiera elegir la manera de morir, yo elijo esa, hermano! Yo elijo esa.
19 de diciembre de 1971 (fragm.)
Roberto Fontanarrosa

- Datos: Q5651081